# Daily Mail
Le Daily Mail (/ˈdeɪli meɪl/) est un journal britannique créé en 1896 par Alfred Harmsworth. 
Il est deuxième en nombre de ventes quotidiennes en Grande-Bretagne, juste après The Sun. 
Politiquement, sa ligne éditoriale est conservatrice et populiste. Le journal est régulièrement mis en cause pour son contenu sensationnaliste, à la véracité parfois douteuse, et sa pratique du plagiat. 
Un journal apparenté, le Mail on Sunday, est publié en 1982, et une version irlandaise du journal est créée le 6 février 2006.
Le groupe est une filiale de Daily Mail and General Trust dont l'actionnaire majoritaire est Jonathan Harmsworth (en), surnommé Lord Rothermere.

## Histoire

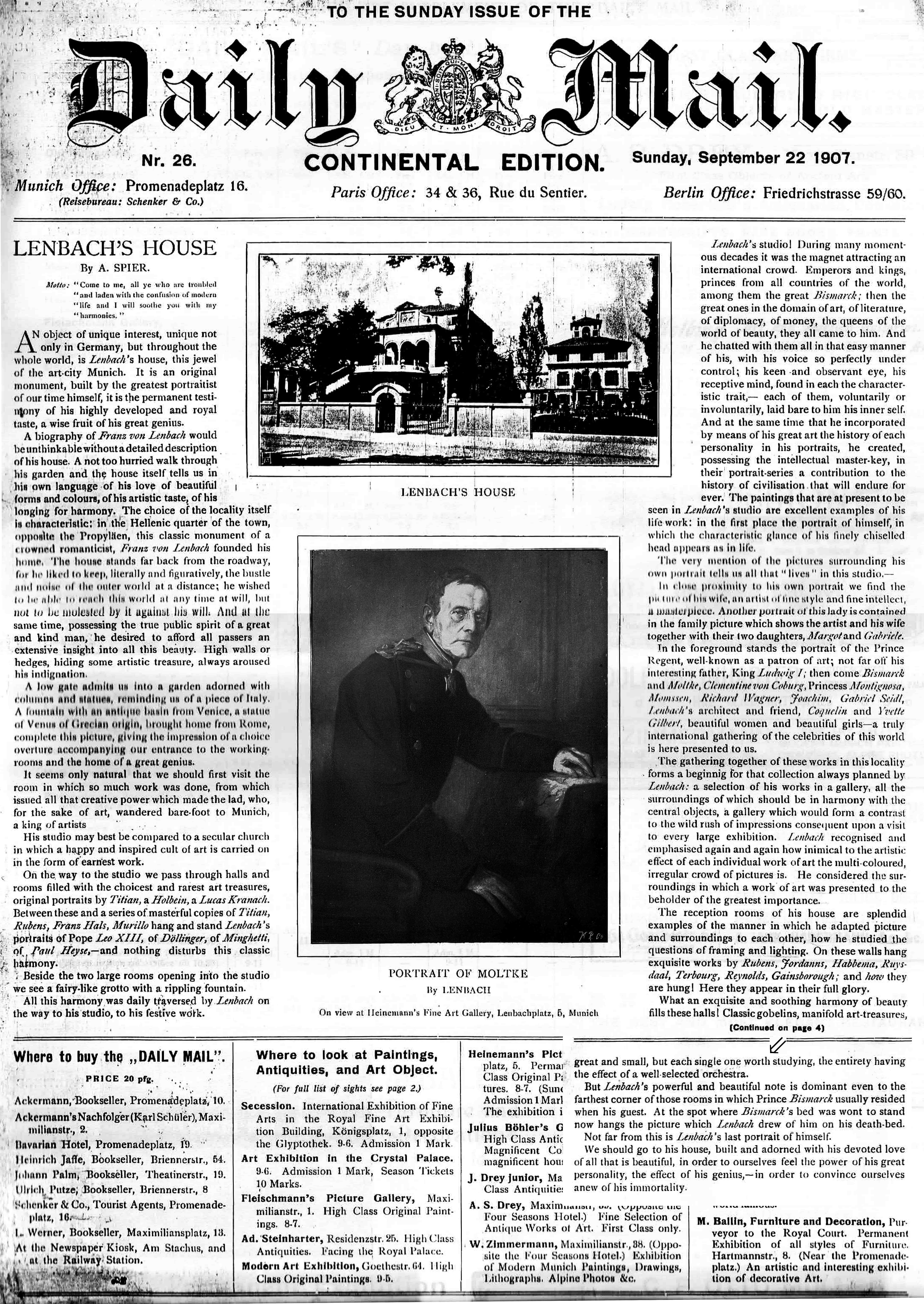
Édition continentale du Daily Mail (1907).

Le Daily Mail vise le « middle-market ». C'est le premier journal à vendre un million d'exemplaires en une seule journée au Royaume-Uni.
Lord Rothermere, propriétaire du Daily Mail, publie en janvier 1934 un article très favorable à la British Union of Fascists d'Oswald Mosley, « Hurrah to Black Shirts ! ».
Le Daily Mail est d'abord publié en très grand format puis change pour le format tabloïd (plus petit) le 3 mai 1971, pour ses 75 ans d'existence.
Son rival de toujours, le Daily Express, a les mêmes idées politiques et les mêmes lecteurs, cependant de nos jours[Quand ?] il ne vend qu'un tiers de son tirage[réf. nécessaire].
Depuis 2005, l'éditeur du Daily Mail, The Daily Mail and General Trust, fait partie du FTSE 100 (liste des cent entreprises qui regroupent le plus de capitaux en Grande-Bretagne). En effet, le journal est passé à deux millions d'exemplaires, ce qui en fait l'un des quotidiens en langue anglaise les plus diffusés dans le monde. En nombre de journaux vendus, dans le monde, il est à la 20e place.
Le journal est proche du Parti conservateur et a soutenu ouvertement le Brexit lors du référendum du 23 juin 2016,
.
En novembre 2019, le Daily Mail annonce l'acquisition du journal i pour 50 millions de livres.
Le Daily Mail est actuellement la propriété du milliardaire Jonathan Harmsworth.

## Polémiques
Le Daily Mail est en 1924 à l'origine de la publication d'une lettre attribuée à Grigori Zinoviev, le président de l'Internationale communiste, qui semble démontrer que l'Union soviétique s’apprête à interférer dans les affaires intérieures britanniques afin de favoriser le Parti travailliste. Il est désormais établi que ce document était un faux créé par les services de renseignement (MI6) et visait à déstabiliser les travaillistes à l'approche des élections.
En novembre 2016, le groupe Lego décide de ne plus promouvoir ses jouets dans le Daily Mail à la suite des campagnes menées par celui-ci concernant le Brexit et la crise des migrants, campagnes jugées « haineuses » par le fabricant de jouets.
En février 2018, Center Parcs cesse toute annonce publicitaire dans le Daily Mail à la suite d'un éditorial jugé homophobe.
Ce journal est parfois critiqué pour son manque de vérification, et accusé de sensationnalisme. Son utilisation comme source a d'ailleurs été rejetée par la communauté de Wikipédia en anglais en février 2017.
Ainsi, avant de revenir sur sa décision en février 2017, le navigateur Internet de Microsoft avertissait les utilisateurs de ne pas faire confiance au journalisme du Daily Mail dans le cadre d’une fonctionnalité conçue pour lutter contre les fausses informations. Le message, produit par une startup tierce, NewsGuard, invitait le lecteur à agir avec prudence, sachant que « le site publie régulièrement des contenus qui ont porté atteinte à la réputation, provoqué une alarme répandue ou qui constituent du harcèlement ou une atteinte à la vie privée ».
Le Daily Mail est également accusé par The Guardian de tenir des propos racistes, homophobes et islamophobes,.

## Acteur du développement de l'aviation
À travers les compétitions d'aviation que le journal a mis en place, il a participé activement au développement de ce moyen de locomotion. Le 17 novembre 1906, il crée ainsi un prix doté de 10 000 livres à remettre à l'aviateur auteur du raid aérien Londres – Manchester. C'est Louis Paulhan, le 28 avril 1910, qui remporte ce prix.

## Dans la culture
Le Daily Mail joue un rôle important dans La Marque jaune, bande dessinée réalisée par le Belge Edgar P. Jacobs entre 1953 et 1954.